# Панделіс
Панделіс  ( лит. Pandėlys) — місто в Рокишіському районі Паневежиського повіту Литви, є адміністративним центром Пандельського староства. Населення 715 осіб (2020).

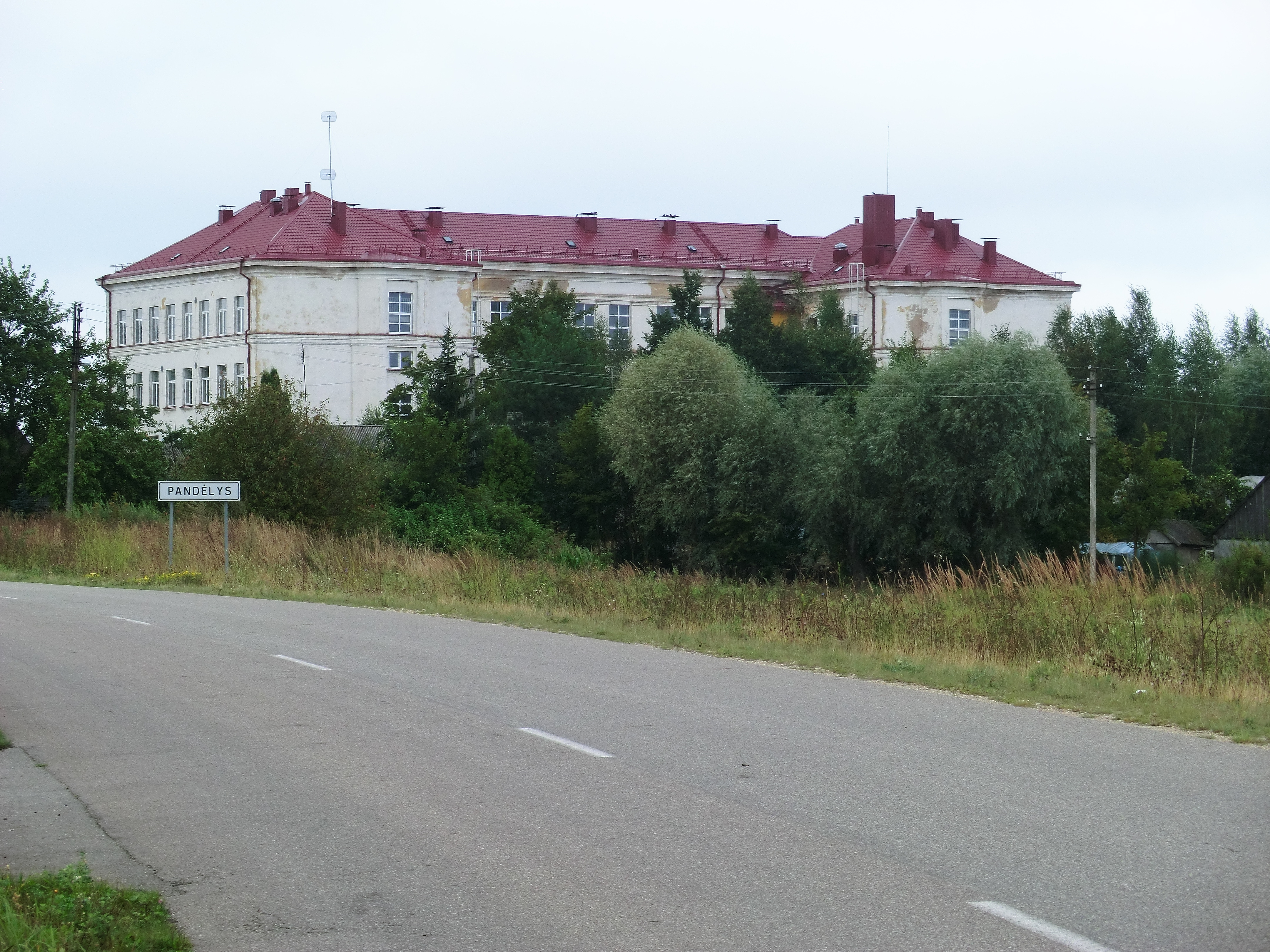
В'їзд в Панделіс

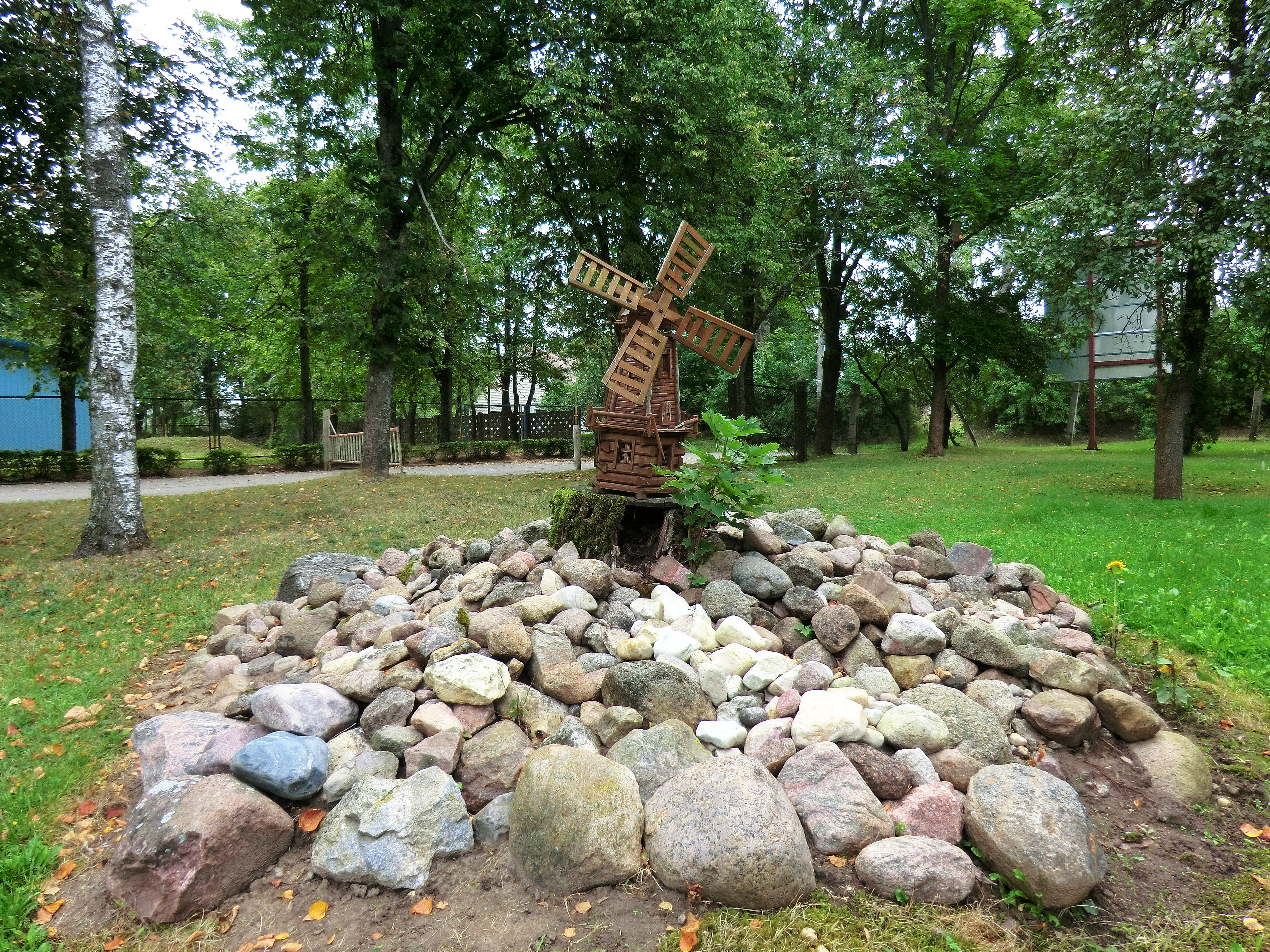
Міні-млин.

## Географія
Розташований на річці Апаща (басейн Лієлупе) за 26 км від міста Рокишкіс і за 181 км від Вільнюса. Залізнична станція на лінії Паневежис — Даугавпілс.

## Назва
Походження назви пов'язане з торгівлею. Одне з пояснень полягає в тому, що назва походить від слова, що означає «склад». Купці з Вільнюса та Риги зустрічалися й обмінювалися товарами на околицях міста. Литовці називали свої склади «podėlis», а латиші – «pondėlis». Інше пояснення стверджує, що назва походить від «panedėlis» – понеділок, день тижня, коли ринок був відкритий.
За третьою версією, вважається, що назва Панделіс походить від прізвища пана Пандзевічюса, який проживав у садибі Засіничів (Zasinyčias dvaras). Йому належали маєтки Пуоджялауке, Панделіс і Палієпіс.

## Історія
Вперше згадується у 1591 р. 
Садиба належала Раєцьким, які у 1767 р. продали її Косцялковським. Нові власники Стумбраї зруйнували садибу. Залишився тільки парк, посаджений за італійськими традиціями. У 1801 році Ігнацій Косцялковський побудував мурований костел. Короткий час у храмі працював Антанас Страздас, відомий поет.
Протягом 1655 — 1660 рр (Північна війна) Пандесіл постраждав від нападу шведів. 
При розподілі Польщі у XVIII столітті відійшов до Російської Імперії.
У 18-19 ст. місто мало торгові доми, тут було багато складів. У 1777 створено парафіяльну школу. У 1781 дозволено проводити ринки та тримати шинки. 
У 1801 в Панделісі було збудовано костел.
У 1814 і 1915 віл пожеж постраждав сарай. Протягом Листопадового повстання (1830—1831) біля Панделіса відбувся бій між повстанцями та російським військом. У 1842 було засновано спиртзавод. Протягом  Січневого повстання (1863) деякі жителі приєдналися до маршового оркестру повстанців Зігмантаса Серакаускаса. У 1868 тут було 75 дерев’яних будинків, 15 крамниць, 6 шинків, щотижневий ринок. Під час революції 1905 р. петицію до царя Миколи II підписали близько 900 осіб.
Під час Першої світової війни місто було окуповане німецькою армією. До 1917 Панделіс носив назву Понеделі.
Кажуть, що наприкінці року в містечку відбувалися молодіжні сходини – весільні скаути. По ринковій площі групами ходили гарно одягнені дівчата, а хлопці чемно з ними розмовляли. У свою чергу, свати намагалися зробити все можливе, щоб зблизити пари.
У другій половині 19 ст Панделіс був центром повіту. З 1909 р. працює пошта. У 1916 р. через місто була побудована вузькоколійка Скапішкіс–Свайнішкіс (демонтована у 1960 р.). У Тарпукарях були торфовидобувне підприємство, молочарня, цегельня, 2 млини, лісопильний завод, вовнопрядильна фабрика, сільськогосподарський кооператив «Дірва», відділення Спілки фермерів, гурток молодих фермерів, Спілка стрільців, збиралися великі ринки. 1937 була створена бібліотека. Під час війни 1944р . центр міста було зруйновано.
З 1918 і до 1940 перебував у складі Литви.
З 1940 по 1991 — під окупацією СРСР.
У післявоєнні роки в гімназії Панделіса діяла нелегальна учнівська організація – «Vytis», яка підтримувала зв’язки з партизанами, знищена органами безпеки СРСР у 1953 р.) та «Laisvė Lietuvai» (у 1955-1958 рр. діяла самостійно). 
У 1950 — 1962 — районний центр. Права міста отримав у 1956 р.
28 грудня 1956 Панделіс отримав статус міста. 
З 1991 у складі Литви. З 1995 є центром однойменного староства. 
18 вересня 1997 Указом Президента затверджено Герб Панделіса.

## Населення
| жителів | 1 184 | 1 129 | 1 167 | 1024 | 921 |

## Економіка
У совєцький період працював цех сироварного заводу.

## Визначні пам'ятки
- Костел (Švč. Mergelės Marijos Vardo bažnyčia)

## Відомі жителі
Маріан Зиндрам-Косцялковський — прем'єр-міністр Польщі у жовтні 1935 — травні 1936 рр.